# Mario Díaz Pérez
Mario Díaz Pérez es un ex-futbolista mexicano que jugaba de defensa. Debutó en 1980. En la Primera División mexicana, jugó 242 partidos, acumulando 16.249 minutos jugados y anotó 35 goles.
Continúa dirigiendo y actualmente es Director Técnico del Atlético Valladolid de la Tercera División Profesional de México.

## Clubs
- Cruz Azul (1980-1984)
- Atlético Morelia (1984-1992)